# Petr Stýskala
Petr Stýskala (* 10. März 1987 in Ostrava) ist ein tschechischer Fußballspieler.

## Vereinskarriere
Stýskala begann seine Karriere mit MFK Frýdek-Místek. 2003 verließ er Frýdek-Místek und ging zu dem FC Slovácko. In Staré Město wurde er im Sommer 2006 in das Gambrinus Liga Team befördert und gab am 10. März 2007 sein Debüt für den 1. FC Slovácko beim 2:2 gegen den FK Teplice. Nachdem der Verein am Ende der Saison 2006/07 Abstieg in die zweite Liga, entwickelte er sich zum festen Bestandteil der Mannschaft und kam bis Mai 2009 zu 29 Spielen. Im Sommer 2009 verließ er den 1. FC Slovácko und wechselte auf Leihbasis Rivalen Fotbal Třinec aus der zweiten Liga. Er kam in der Saison 2009/10 zu 14 Einsätzen für Fotbal Třinec und kehrte im Juni 2010 zu 1. FC Slovácko zurück. 
Nachdem er dort seinen Vertrag im Juli aufgelöst hatte, wechselte er zu FC TVD Slavičín. Nach einer Saison in der dritthöchsten Mährisch-slesischen Liga mit TVD Slavičín, wechselte er im Juli 2011 zum Wiener Liga Verein SC Ostbahn XI. Nach einem halben Jahr verließ er wieder Österreich und wechselte zurück nach Tschechien, wo er seit dem 25. Januar 2012 für TJ Dolní Němčí spielt.